# Fratelli Piacenza
 (avril 2022).
Si vous disposez d'ouvrages ou d'articles de référence ou si vous connaissez des sites web de qualité traitant du thème abordé ici, merci de compléter l'article en donnant les références utiles à sa vérifiabilité et en les liant à la section « Notes et références ».
Fratelli Piacenza S.p.A. est une entreprise italienne de l'industrie textile. Elle a toujours été détenue et dirigée par un descendant du fondateur, Pietro Francesco Piacenza. Fondée en 1733 et encore en activité en 2011, sa longévité lui permet de faire partie de l'Association des Hénokiens.

## Métier
Elle conçoit et fabrique des vêtements et des accessoires en laine, en particulier le haut-de-gamme à base de cachemire. Elle revend sa production au travers de boutiques de luxe.